# Хојсвајлер
Хојсвајлер (њем. Heusweiler) општина је у њемачкој савезној држави Сарланд. Посједује регионалну шифру (AGS) 10041513.

## Географски и демографски подаци
Општина се налази на надморској висини од 240 метара. Површина општине износи 39,9 km². У самом мјесту је, према процјени из 2010. године, живјело 19.805 становника. Просјечна густина становништва износи 496 становника/km².

## Међународна сарадња
| Мјесто | Држава    | Врста сарадње | Од    |
| ------ | --------- | ------------- | ----- |
|        | Француска | партнерство   | 1988. |
| Извор  |           |               |       |